# Abs Hogenbosch
Albert Herman Pieter (Abs) Hogenbosch ('s-Hertogenbosch, 13 februari 1932 – Rosmalen, 24 juni 2010) was een Nederlands politicus van de KVP en later het CDA.
Hij was waarnemend gemeentesecretaris in Budel voor hij in december 1968 benoemd werd tot burgemeester van Baarle-Nassau. In 1982 volgde zijn benoeming tot burgemeester van Mill en Sint Hubert wat Hogenbosch tot zijn vervroegde pensionering in 1992 zou blijven. Hij was toen 41 jaar in overheidsdienst geweest. Midden 2010 overleed Hogenbosch op 78-jarige leeftijd in zijn woonplaats Rosmalen.